# Елена Карамихайлова
Елена Карамихайлова Янева е една от първите български художнички в Следосвобожденска България.

## Биография
Родена е през 1875 година в Шумен в семейството на известен търговец. Неин брат е известният хирург Иван Карамихайлов, а племенницата ѝ Елисавета Карамихайлова е сред основоположниците на атомната физика в България. Елена Карамихайлова завършва Нанчовото училище (днес ПМГ „Нанчо Попович“) в родния си град. Родителите ѝ — просветени и будни българи — държат на доброто образование на дъщеря си и я изпращат в американския Робърт колеж в Цариград, който тя завършва през 1895 г.
Пет години по-късно Карамихайлова заминава за Мюнхен, за да учи живопис в Академията за изобразителни изкуства — последователно при проф. Хайнрих Книр, Анджело Янг и Християнс Ландербергер. Въпреки че в периода, когато тя е в Германия, 1900—1910 година, водещата тенденция в западното изобразително изкуство е експресионизмът, Карамихайлова твори в считания вече за отживелица импресионизъм, който обаче най-точно отговарял на темперамента и чувствителността на младата художничка. В традициите на импресионизма, много голяма част от картините ѝ са нарисувани под открито небе. Характерни за платната на Карамихайлова са леката носталгия, струите от светлина и въздушност, както и дълбокият психологизъм и интимност на портретите. Сред най-известните ѝ портрети от този период са на сестрите ѝ Райна и Елисавета, картините „Пред бала“, „Пред огледалото“, „Пред пианото“, „Пролет“, „Оптимизъм“. Рисува и един свой автопортрет с четка в ръка.
При завръщането си в България през 1910 година, Карамихайлова става член на създаденото дружество „Съвременно изкуство“ и участва в множество изложби в страната и чужбина. През 1914 година се отправя към Франция, но началото на Първата световна война я спира край бреговете на Боденското езеро, където тя остава в продължение на шест седмици. Там създава една от най-известните си творби „Край езерото“, типична за нейния импресионистки период.
По време на войната нова тема навлиза в творчеството на Елена Карамихайлова – темата за майчинството, пресъздадена в платна като „Българска мадона“, „Майка“, „Писмо от фронта“, „Селянка от Земен“. В продължение на дълги години художничката ежегодно прекарва по няколко месеца в село Земен и рисува там още много картини: „Деца от Земен“, „Овчарки“, „Из дефилето на Струма“, „Две сестри“. През целия си творчески път Карамихайлова рисува и натюрморти с цветя.
През 1946 г. е удостоена с орден „За граждански заслуги“.

## Посмъртно признание
Създадената през 1955 г. художествена галерия в Шумен носи името на Елена Карамихайлова.